# Microsoft Write
Microsoft Write je jednoduchý textový procesor obsažený ve verzích Windows od 1.0 do NT 3.51. Po dobu jeho životního cyklu byl aktualizován jen minimálně a byl srovnatelný s prvními verzemi programu MacWrite. Rané verze uměly pracovat pouze se soubory formátu Write (.wri), ale ve verzích programu obsažených ve Windows 3.0 a vyšších byl schopen čtení a úpravy raných dokumentů formátu Word (.doc). Od Windows 3.1 byl Write schopný pracovat s OLE. Ve Windows 95 byl Microsoft Write nahrazen programem WordPad. Jestliže uživatel ve Windows 95 a vyšších otevře soubor write.exe ve složce C:\Windows, otevře se WordPad.
Oproti Poznámkovému bloku nabízí Write dodatečné funkce na formátování textu, jako například výběr písma, změnu dekorace písma na tučné, kurzívové a podtržené a odsazení odstavců v různých částech dokumentu. Oproti verzím WordPadu zahrnutých ve Windows Vista a starších uměl Write zarovnat odstavec do bloku.

## Platformy

### Atari ST
V roce 1986 oznámila společnost Atari uzavření smlouvy s Microsoftem, která měla přinést Microsoft Write na Atari ST.
Oproti verzi z Windows byl Microsoft Write pro Atari ST varianta Microsoft Wordu 1.05, který byl vydán pro Apple Macintosh pod stejným jménem, jako měl program obsažený v Microsoft Windows během 80. a počátku 90. let. Přestože byl program představen v roce 1986, různá zpoždění zapříčinila jeho vydání až v roce 1988. Verze pro Atari byla vydána pouze jednou bez žádných dalších aktualizací.
Microsoft Write pro Atari ST stál 129,95 dolarů a byl jedním ze dvou vysokoprofilových textových procesorů vydaných pro platformu Atari. Tím druhým programem byl WordPerfect.

### Macintosh
V říjnu 1987 byl vydán Microsoft Write pro Macintosh. Write byl verzí Microsoft Wordu s omezenými funkcemi a měl nahradit starší MacWrite na trhu s textovými procesory pro Macintosh. Write měl cenu nastavenou o dost níže než Word, přičemž tehdy byl program MacWrite obsažen na nových počítačích Macintosh. Write se dá nejlépe popsat jako Word uzamčený v režimu s krátkými menu a používající ten samý formát souboru, aby uživatelé mohli vyměňovat své dokumenty bez potřeby je převádět. Write se špatně prodával a jeho prodej byl přerušen před érou System 7. Microsoft Write byl součástí krátkodobého trendu jednoduchých textových procesorů pro Macintoshe, který byl odstartován představením počítače Macintosh Portable a raných PowerBooků. Ostatní programy z této doby byly LetterPerfect a Nisus Compact.

### Microsoft Windows
V roce 1985 byl vydán operační systém Windows 1.0, jehož součástí byl Microsoft Write. Byl to jednoduchý textový procesor, který nabízel více funkcí než Poznámkový blok. Program byl velice podobný verzi z Macintoshů a měl veškeré její funkce. Program ukládal zapsaný obsah do formátu Write (.wri), který byl vytvořen specificky pro Microsoft Write. Pozdější verze umožňovaly ukládání do .doc, formátu souborů používaného programem Microsoft Word. Write byl nahrazen WordPadem ve Windows 95. WordPad umožňuje čtení souborů .wri, ale neumí do nich zapisovat.